# Mike Collins
Michael Allen Collins Jr., né le 2 juillet 1967 à Jackson, est un homme politique américain. Membre du Parti républicain, il représente le 10e district de la Géorgie à la Chambre des représentants des États-Unis depuis 2023.

## Biographie
Avant son élection au congrès en 2022, Collins est le propriétaire d'une compagnie de livraison.

## Vie personnelle
Collins est résident de Jackson avec sa femme Leigh Ann et ses trois enfants. Son père, Mac (en), est membre du Congrès entre 1993 et 2005.